# Rasul Dabó
Rasul Dabó (ur. 14 lutego 1989) – portugalski lekkoatleta specjalizujący się w sprinterskich biegach przez płotki. 
Brązowy medalista igrzysk Luzofonii w Lizbonie (2009). Siódmy zawodnik mistrzostw ibero-amerykańskich (2010). W 2011 dotarł do półfinału młodzieżowego czempionatu Europy. Z tym samym wynikiem zakończył swój występ podczas mistrzostw Europy w Helsinkach (2012). Półfinalista halowych mistrzostw Starego Kontynentu (2013). 
Wielokrotny złoty medalista mistrzostw Portugalii oraz reprezentant kraju na drużynowych mistrzostwach Europy.

## Osiągnięcia
| Rok  | Impreza                                 | Miejsce      | Konkurencja                     | Lokata      | Wynik |
| ---- | --------------------------------------- | ------------ | ------------------------------- | ----------- | ----- |
| 2008 | Mistrzostwa świata juniorów             | Bydgoszcz    | bieg na 110 metrów przez płotki | eliminacje  | 14,47 |
| 2009 | Igrzyska Luzofonii                      | Lizbona      | bieg na 110 metrów przez płotki | 3. miejsce  | 14,35 |
| 2010 | Mistrzostwa ibero-amerykańskie          | San Fernando | bieg na 110 metrów przez płotki | 7. miejsce  | 14,33 |
| 2011 | Halowe mistrzostwa Europy               | Paryż        | bieg na 60 metrów przez płotki  | eliminacje  | 7,93  |
| 2011 | Superliga drużynowych mistrzostw Europy | Sztokholm    | bieg na 110 metrów przez płotki | 11. miejsce | 14,14 |
| 2011 | Młodzieżowe mistrzostwa Europy          | Ostrawa      | bieg na 110 metrów przez płotki | półfinał    | 13,90 |
| 2012 | Mistrzostwa Europy                      | Helsinki     | bieg na 110 metrów przez płotki | półfinał    | 13,73 |
| 2013 | Halowe mistrzostwa Europy               | Göteborg     | bieg na 60 metrów przez płotki  | półfinał    | 7,73  |
| 2013 | I liga drużynowych mistrzostw Europy    | Dublin       | bieg na 110 metrów przez płotki | 4. miejsce  | 13,81 |
| 2014 | Halowe mistrzostwa świata               | Sopot        | bieg na 60 metrów przez płotki  | eliminacje  | DNF   |
| 2019 | Halowe mistrzostwa Europy               | Glasgow      | bieg na 60 metrów przez płotki  | eliminacje  | 8,03  |

## Rekordy życiowe
- Bieg na 60 metrów przez płotki (hala) – 7,66 (2014) rekord Portugalii
- Bieg na 110 metrów przez płotki – 13,52 (2013) / 13,41w (2013)